# یشیم اوزسوی گولان
یشیم اوزسوی گولان (انگلیسی: Yeşim Özsoy Gülan؛ زادهٔ ۲۸ فوریهٔ ۱۹۷۲) بازیگر، کارگردان اهل ترکیه است.